# Alapi István
Alapi István (Salgótarján, 1962. augusztus 2. –) Artisjus és Fonogram díjas magyar előadóművész, gitáros, zeneszerző, az Edda Művek tagja. A magyar könnyűzenei élet kiemelkedő személyisége.

## Élete
Már kisiskolásként áhítattal hallgatta a rádióban a zeneszámokat, így aztán magától értetődött, hogy szülei beíratták a zeneiskolába. Tíz évesen kapta első gitárját, amely végérvényesen eldöntötte pályáját. Középiskolásként már együttesben játszott, 19 éves korában pedig a város egyik legismertebb zenekara, a Front együttes tagja lett. A négy évig működő jazz-rock formáció szép sikereket aratott, a ’83-as Ki Mit Tud-on, az ország legnépszerűbb tehetségkutatóján dobogós helyezést értek el. 1985-ben a fővárosba költözött, az országszerte ismert Moho Sapiens tagja lett. Itt figyelt fel rá Pataky Attila, az Edda vezetője, aki azonnal le is igazolta a tehetséges gitárost, mivel elődje, Csillag Endre (Csuka) már bejelentette, hogy 1988 elején külföldre kell hogy költözzön  (ennek oka, hogy feleségül vett egy osztrák lányt és a magyar hatóságok vagy ahhoz ragaszkodtak, hogy a feleség költözik Magyarországra és lemond az osztrák állampolgárságról, vagy Csukának kell a magyar állampolgárságáról lemodania. A döntés 1988-ban egyértelmű volt, így Csukának megadott időpontig el kellett hagynia hazánkat). Alapi István első koncertje a zenekarral 1987. szeptember 28-án, Cegléden volt, amin egyből önállóan, minimális felkészülési idővel kellett bizonyítania (útközben is tanulta a dalokat), mivel Csillag Endre váratlanul megsérült (elvágta az mutatóujját). Ekkoriban még csak a koncertek második felében lépett színpadra, a ráadásokban viszont már Csillag Endrével együtt játszott. Ez időben ragadt rá a Steve becenév is, amit az akkori basszusgitáros, Mirkovics Gábor ragasztott rá, a Mézga család Hufnágel Pistijére utaló híres idézetet parafrazálva ("A nagy Alapi Steve, áldassék a neve!"). Az Eddában töltött első 4 éve során több mint 400 koncerten lépett színpadra, játszott 4 albumon, sikeres művészi tevékenysége elismeréseként 1990-ben Nívódíjban részesült.
1991-ben egy meghívásnak eleget téve Kanadába utazott, 10 hónapos vendégszereplés után hazatért és megalakította az XL Sisters formációt, amellyel slágerlistás dalokat és telt házas fellépéseket értek el. 1993-ban, utódja, Kun Péter tragikus halálát követően, visszahívták az Edda Művekbe, ahol azóta is megszakítás nélkül játszik. 1996-ban megjelent első szólólemeze Belső világ címmel, a fúziós jazz album szép sikereket aratott. 2001-től 2005-ig a Keresztes Ildikó Band tagjaként is zenélt, 2002-ben pedig megjelent második szólóalbuma, István címmel, a Los Angeles-i székhelyű Hitchcock Media Records gondozásában.
2002. február 22-én vette feleségül Kovács Zsófiát, mai nevén Alapi Zsófiát, akitől ugyanazon év június 27-én született Alapi Kinga nevű lánya.
2007-ben Salgótarjánban Pro Arte díjat kapott. 2011-ben kiadta harmadik szólólemezét niXfactor címmel. A produkció méltán nyerte el az év hazai jazzalbumának járó Fonogram-díjat 2012-ben. Így írt a lemezről az egyik szakportál: "Kivételes album egy kivételes zenésztől" „Ne kerülgessük az átforrósodott erősítőt: Alapi István új albuma a honi zenetörténelem fontos darabja. Kivételes képességű zenész készített kivételes albumot. Olyan lemezt, mely páratlan Magyarhonban. A niXfactor egészen egyszerűen pazar. Minden rezdülésében igazolja: remekmű…” 2011-ben a magyar zeneművek bemutatása és megismertetése érdekében végzett kimagasló tevékenységéért az Artisjus Zenei Alapítvány díját kapta. 2013-ban jött ki újabb albuma, Inner Vortex, amelyet számtalan sikeres klubfellépés követett. 2015-ben a Nógrád Megyei Önkormányzat Közgyűlése a Nógrád Megye Díszpolgára kitüntető címet adományozta kimagasló művészi tevékenységéért.
Játszott 27 Edda-lemezen, közreműködött közel 100 magyar előadó, többek között Katona Klári, Varga Miklós, Keresztes Ildikó, Szentpéteri Csilla, Havasi Balázs albumain, rendszeresen koncertezik a Felvidéken és Erdélyben. Harmincadik éve játszik az Edda Művekben, hazánk egyik legsikeresebb rockegyüttesében, évente 70-80 telt házas koncerten lép a közönség elé. 2016-ban, elsőként a magyar zenészek közül, meghívást kapott a világ legnagyobb, nemzetközi hangszerexpójára, az USA-ban, Anaheim-ben megrendezett NAMM Show-ra, ahol minden nap bemutatókat tartott a megjelent nemzetközi, szakmai közönségnek. 2018-ban a Magyar Ezüst Érdemkereszt kitüntetés adományozottja lett.

## Diszkográfia

### Szólólemezek
- 1996: Belső világ (Warner Magneoton)
- 2000: István (Hitchcock, Media Records, L. A.)
- 2011: niXfactor (Gramy)
- 2013: Inner Vortex (Gramy)
- 2018: L.A. On My Mind
- 2020: The Last Day Of Forever

### Edda Művek
- 1987: Változó idők
- 1989: Szaga van
- 1990: Győzni fogunk
- 1990: Best of Edda 1980-1990.
- 1991: Szélvihar
- 1993: Lelkünkből
- 1994: Edda Karaoke
- 1994: Sziklaszív
- 1995: Edda Blues
- 1995: Edda 15. születésnap
- 1995: Hazatérsz /Mester és Tanítványai
- 1996: Elvarázsolt Edda-dalok
- 1997: Edda 20.
- 1997: Lírák II.
- 1998: Best of Edda 1988-1998.
- 1999: Fire and Rain
- 1999: Nekem nem kell más
- 2003: Örökség
- 2005: Isten az úton
- 2005: Platina
- 2005: Sláger Rádió Megaparty
- 2006: A szerelem hullámhosszán
- 2009: Átok és áldás
- 2012: Inog a világ
- 2015: A sólyom népe
- 2018: Dalok a testnek, dalok a léleknek
- 2021: A hírvivő

### Közreműködik
- 1992. Katona Klári: Neked
- 1992: XL Sisters: Nagy test, nagy élvezet
- 1993. Stone: Gengszter vagyok
- 1993. Szomor György: Hagyd, hogy szép
- 1994. Azok a fiúk: Ártatlan évek
- 1994. Dáma: Dáma
- 1997. Tátrai, Mohai, Alapi, Csillag: G-Pont
- 1999. Varga Miklós: Hazatérés
- 1999. Ágnes Vanila: Örök nyár
- 1999. Szürkeállomány: Rossz helyen születtem
- 1999: Keresztes Ildikó: Nem tudod elvenni a kedvem...
- 2000. Baby Sisters: Lesz, ami lesz
- 2000. Szentpéteri Csilla: Üzenet
- 2000. Pataky Attila: Világslágerek Pataky módra
- 2001. Jeff: Játék a tűzzel
- 2001. Carpetbagger: Carpetbagger
- 2001. Havasi Balázs: Évszakok ...
- 2002. Szentpéteri Csilla: Vadhajtások / Wildings/
- 2004 Komáromi Pisti: Győztünk
- 2006. Hirleman Bertalan: Prelude
- 2006. Hungarian Guitar Rainbow
- 2007. Muck Ferenc: Ötven plusz
- 2007 Komáromi Pisti: Gondolkodom
- 2013. Tompox: A nap sötét oldala

Valamint:
- Ákos Holéczy: Destination
- Tissy: Adagio
- Kohonoor: Friend to Friend
- Dallasz: Szúr a pávatoll
- Defender : Árarcod mögött
- Defender: Kőszobor
- Defender: Az elmúlás útján
- Alapítvány: Jelek a horizontról
- Jazz Pop Rock gitárszólók = http://nektar.oszk.hu/hu/manifestation/3730408

## Könyv
- Álmodtam egy világot magamnak...?!; közrem. Szilágyi Norbert, Kiss I. Krisztina; Boook, Bp., 2022

## Hangszerei

### Jelenlegi
- Ernie Ball Music Man Luke gitárok (Luke II BFR HSS KI, Luke III, Luke 4)
- Ernie Ball Music Man Steve Morse
- Sterling by Music Man Luke LK100D – turnégitár az egyelőre elmaradt amerikai Edda Művek-turnéra. Ez a hangszer nem Alapinál van, hanem Téglás Zoltán édesanyjának amerikai lakásában van elhelyezve.
- Line 6 Variax 700
- Bigson Les Paul
- Line 6 Variax acoustic akusztikus gitár
- Jay Turser  Doubleneck
- Gibson Les Paul  Custom (2 darab)
- Ministar Lestar test nélküli elektromos gitár
- Jay Turser Les Paul
- Vorson elektromos gitár
- Oud lant
- Ibanez JX70TPL akusztikus gitár
- Framus Diablo Progressive X
- Line 6 Variax 700
- Ibanez Musician MC500 DS
- Cort Action Plus 6 húros basszusgitár
- Jolana Tornado – ilyen volt Alapi első gitárja, annak testvére a jelenlegi példány.

A szakasz forrása:

### Korábbi
- Gitison márkanevű, Gibson L5-kópia, Turcsák Tibor munkája. A hangszer ma Kárpátalján van,[5]  párja eleinte Szűcs Antal Gábor, ma Gál Gábor tulajdonát képezi.
- Egyedi, Superstrat jellegű gitárok (2 db) , Megyesi Tibor munkái (jelenleg Szijártó Zsolt tulajdonát képezik).
- Ernie Ball Music Man Luke II (2 db) - az egyiket (a piros színűt) ma a Pataky Művek gitárosa, Kiss Barna használja.
- Ibanez JEM 777
- Fernandes APG
- Ibanez S Prestige
- Aria Pro II - ez a gitár volt az első. amit már az Edda Művekben is használt.
- Hohner ST Scorpion
- Jolana Tornado – ez volt Alapi első elektromos gitárja
- Musima Deluxe 5
- Samick KRT664
- Samick Valley Arts Pro

## Erősítői
- Headrush pedalboard
- Hughes and Kettner Triamp Mark III.
- Hughes and Kettner Grand Meister Delux 40
- DV Mark Triple 6
- DV Mark Multiamp
- Rivera M100
- Randall RM4
- Randall RT2/50
- Positive Grid Biasrack
- Line 6 Spider Valve Bogner modell
- Line 6 Vetta 2
- Laney TT50
- Bogner Ecstasy Steve Lukather signature
- Bogner Ecstasy 3534

## Hangfalak
- Headrush FRFR 112 (2db)
- Hughes and Kettner 4x12
- Hughes and Kettner 1x12
- Framus 1x12
- Powerstate 2x12
- Powerstate 1x12
- DV Mark 1x12, nyitott hátú (2 db)

## További információ
- Alapi István – G-Portál
- Alapi István rajongói klubja
- Fórum: Alapi Istvánnal (Steve-vel)
- Edda – Alapi István (Szapy képe)